# Pogonotium
Genre
Classification phylogénétique
Espèces de rang inférieur
- Pogonotium divaricatum
- Pogonotium moorei
- Pogonotium ursinum

Pogonotium est un genre de la famille des Arecaceae (Palmiers) qui comprend des espèces natives de Malaisie et de Bornéo. Ce genre est totalement inclus dans genre Calamus,.

## Classification
- Sous-famille des Calamoideae
  - Tribu des Calameae
    - Sous-tribu des Calamineae

Cette sous-tribu ne comprend actuellement qu'un seul genre :  Calamus
.
Calamus, ayant été élargi pour inclure Ceratolobus, Daemonorops, Pogonotium et Retispatha (Baker & al, 2015; Henderson & Floda, 2015).

## Espèces
- Pogonotium divaricatum  (synonyme de Calamus pogonotium 	W.J.Baker )
- Pogonotium moorei       (synonyme de Calamus moorei (J.Dransf.) W.J.Baker )
- Pogonotium ursinum      (synonyme de  Calamus ursinus (Becc.) W.J.Baker )